# ريتشموند (كولومبيا البريطانية)

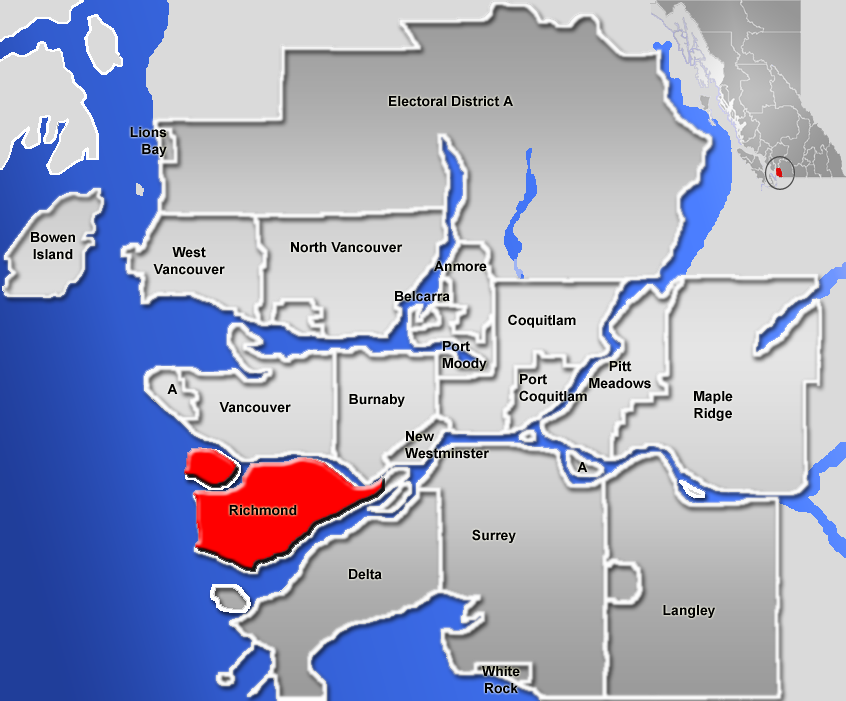
ريتشموند

ريتشموند هي مدينة ساحلية في كندا، تقع في مقاطعة بريتيش كولومبيا وهي جزء من مترو فانكوفر، يحدها من الشمال فانكوفر وبورنبي، وستمنستر الجديدة إلى الشرق، والدلتا إلى الجنوب، ومضيق جورجيا من الغرب. كما ان مدينة ريتشموند تقع في موقع مطار فانكوفر الدولي، وتضم المدينة المزلاج الالمبي البيضاوي الذي كان موقعا لسباقات التزلج دورة الألعاب الأولمبية الشتوية لعام 2010.

## المناخ
يظهر الجدول التالي التغييرات المناخية على مدار السنة لريتشموند:
| البيانات المناخية لـريتشموند       | البيانات المناخية لـريتشموند | البيانات المناخية لـريتشموند | البيانات المناخية لـريتشموند | البيانات المناخية لـريتشموند | البيانات المناخية لـريتشموند | البيانات المناخية لـريتشموند | البيانات المناخية لـريتشموند | البيانات المناخية لـريتشموند | البيانات المناخية لـريتشموند | البيانات المناخية لـريتشموند | البيانات المناخية لـريتشموند | البيانات المناخية لـريتشموند | البيانات المناخية لـريتشموند |
| الشهر                              | يناير                        | فبراير                       | مارس                         | أبريل                        | مايو                         | يونيو                        | يوليو                        | أغسطس                        | سبتمبر                       | أكتوبر                       | نوفمبر                       | ديسمبر                       | المعدل السنوي                |
| ---------------------------------- | ---------------------------- | ---------------------------- | ---------------------------- | ---------------------------- | ---------------------------- | ---------------------------- | ---------------------------- | ---------------------------- | ---------------------------- | ---------------------------- | ---------------------------- | ---------------------------- | ---------------------------- |
| الدرجة القصوى °م (°ف)              | 16.5 (61.7)                  | 19.5 (67.1)                  | 24.0 (75.2)                  | 28.5 (83.3)                  | 34.5 (94.1)                  | 32.0 (89.6)                  | 34.0 (93.2)                  | 33.0 (91.4)                  | 31.5 (88.7)                  | 26.0 (78.8)                  | 18.5 (65.3)                  | 14.0 (57.2)                  | 34.5 (94.1)                  |
| متوسط درجة الحرارة الكبرى °م (°ف)  | 7.0 (44.6)                   | 8.9 (48.0)                   | 11.9 (53.4)                  | 15.1 (59.2)                  | 18.6 (65.5)                  | 21.3 (70.3)                  | 23.9 (75.0)                  | 24.0 (75.2)                  | 20.3 (68.5)                  | 14.3 (57.7)                  | 9.1 (48.4)                   | 6.3 (43.3)                   | 15.1 (59.2)                  |
| المتوسط اليومي °م (°ف)             | 4.0 (39.2)                   | 4.9 (40.8)                   | 7.3 (45.1)                   | 10.0 (50.0)                  | 13.3 (55.9)                  | 16.1 (61.0)                  | 18.3 (64.9)                  | 18.2 (64.8)                  | 15.0 (59.0)                  | 10.3 (50.5)                  | 6.0 (42.8)                   | 3.4 (38.1)                   | 10.6 (51.1)                  |
| متوسط درجة الحرارة الصغرى °م (°ف)  | 0.9 (33.6)                   | 0.8 (33.4)                   | 2.7 (36.9)                   | 4.8 (40.6)                   | 8.0 (46.4)                   | 10.8 (51.4)                  | 12.6 (54.7)                  | 12.5 (54.5)                  | 9.6 (49.3)                   | 6.2 (43.2)                   | 2.8 (37.0)                   | 0.4 (32.7)                   | 6.0 (42.8)                   |
| أدنى درجة حرارة °م (°ف)            | −15 (5)                      | −14 (7)                      | −7 (19)                      | −2 (28)                      | 0.0 (32.0)                   | 0.0 (32.0)                   | 4.0 (39.2)                   | 4.0 (39.2)                   | 1.0 (33.8)                   | −6 (21)                      | −15.5 (4.1)                  | −16.5 (2.3)                  | −16.5 (2.3)                  |
| الهطول مم (إنش)                    | 178.6 (7.03)                 | 114.9 (4.52)                 | 112.2 (4.42)                 | 95.4 (3.76)                  | 71.9 (2.83)                  | 62.2 (2.45)                  | 37.2 (1.46)                  | 40.1 (1.58)                  | 56.8 (2.24)                  | 127.2 (5.01)                 | 199.3 (7.85)                 | 166.7 (6.56)                 | 1٬262٫4 (49.70)              |
| معدل هطول الأمطار مم (إنش)         | 167.3 (6.59)                 | 107.9 (4.25)                 | 109.8 (4.32)                 | 95.3 (3.75)                  | 71.9 (2.83)                  | 62.2 (2.45)                  | 37.2 (1.46)                  | 40.1 (1.58)                  | 56.8 (2.24)                  | 126.8 (4.99)                 | 196.8 (7.75)                 | 155.7 (6.13)                 | 1٬227٫8 (48.34)              |
| متوسط تساقط الثلوج سم (إنش)        | 11.3 (4.4)                   | 7.0 (2.8)                    | 2.3 (0.9)                    | 0.2 (0.1)                    | 0.0 (0.0)                    | 0.0 (0.0)                    | 0.0 (0.0)                    | 0.0 (0.0)                    | 0.0 (0.0)                    | 0.3 (0.1)                    | 2.5 (1.0)                    | 11.0 (4.3)                   | 34.6 (13.6)                  |
| متوسط أيام هطول الأمطار (≥ 0.2 mm) | 20.9                         | 16.1                         | 19.4                         | 16.6                         | 14.7                         | 12.6                         | 7.9                          | 7.2                          | 9.1                          | 17.2                         | 21.9                         | 20.3                         | 183.8                        |
| متوسط الأيام الممطرة (≥ 0.2 mm)    | 19.9                         | 15.4                         | 19.3                         | 16.6                         | 14.7                         | 12.6                         | 7.9                          | 7.2                          | 9.1                          | 17.1                         | 21.5                         | 19.1                         | 180.4                        |
| متوسط الأيام المثلجة (≥ 0.2 cm)    | 2.0                          | 1.3                          | 0.77                         | 0.04                         | 0.0                          | 0.0                          | 0.0                          | 0.0                          | 0.0                          | 0.08                         | 0.64                         | 2.2                          | 7.1                          |
| المصدر: Environment Canada         |                              |                              |                              |                              |                              |                              |                              |                              |                              |                              |                              |                              |                              |

## توأمة
لريتشموند (كولومبيا البريطانية) اتفاقيات توأمة مع:
- يانغتشو [6]

## وصلات
- الموقع الرسمي لمدينة ريتشموند
- اكتشف فانكوفر، مقال حول يتشموند نسخة محفوظة 4 مارس 2016 على موقع واي باك مشين.
- سوق ريتشموند الليلي

## أعلام
- جون هاويس
- سكوت هانان
- إيفان دانفي
- شون أشمور
- بيف بارنز
- توماس كيد
- إيرل إف. زيغلر
- هارفي لوي
- آرون أشمور
- كايل هاميلتون